# Calomicrus gularis
Calomicrus gularis es un coleóptero de la familia Chrysomelidae.
Fue descrita científicamente por primera vez en 1857 por Gredler.